# Ejura Sekyedumase
Ejura Sekyedumase är ett distrikt i Ghana.   Det ligger i regionen Ashantiregionen, i den centrala delen av landet, 240 km nordväst om huvudstaden Accra. Antalet invånare är 84 204. Arean är 1 252 kvadratkilometer.
Terrängen i Ejura Sekyedumase är platt åt nordost, men åt sydväst är den kuperad.